# Csepreghy Ferenc
Csepreghy Ferenc (Szalka, 1842. augusztus 15. – Görbersdorf (mostani nevén: Sokołowsko), 1880. február 6.) író, költő, a Petőfi Társaság tagja.

## Élete
Apja Csepreghy István fűszerkereskedő volt, aki fiát 14 éves korában Esztergomba asztalos mesterségre adta. Amikor nyaranta a gazdája kiküldte kecskéjével a mezőre, unokabátyjától, Kovács Józseftől, a papnevelőből kölcsönvett könyveket olvasgatta. 1860 tavaszán felszabadult és Pestre ment dolgozni. A katolikus legényegyletbe lépett, melynek elnöke dr. Szabóki pártfogásába vette. Az egylet műkedvelőivel többször fellépett. 1862-ben e színpad számára kétfelvonásos kis színművet írt, „Az elnök névnapja” címmel. Egészsége gyenge volt és 1862-ben gyomorfekélyt kapott. E betegsége után öccse, Csepreghy János hívására Esztergomba ment, ahol 1863-ban együtt fáradoztak egy legényegylet alapításán, melynek ő lett a dékánja. Júniusban Bécsbe ment dolgozni. Itt írta a „Magyar fiúk Bécsben” című darabját, melyet először 1865-ben az esztergomi legényegyletben adtak elő, amikor sorozásra haza kellett jönnie. 1865 júniusában ismét visszament Bécsbe, majd 1866-ban Münchenbe utazott.

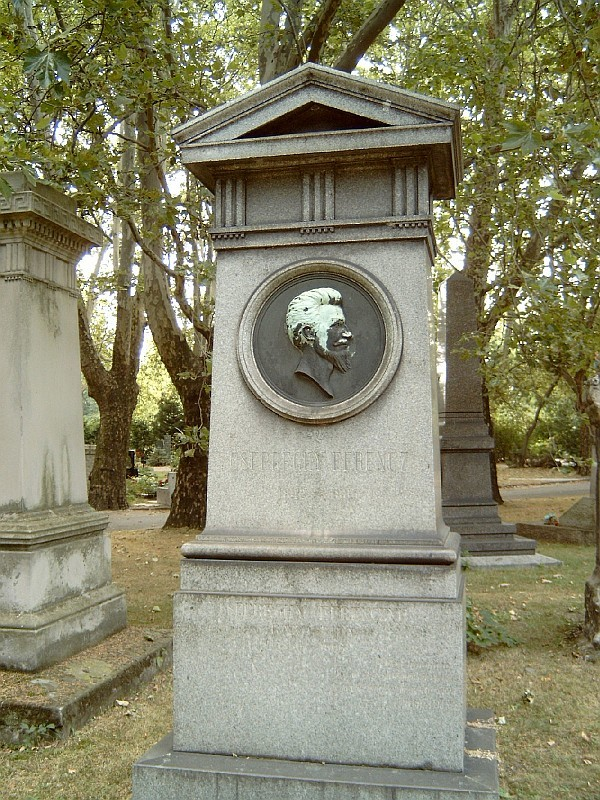
Csepreghy Ferenc sírja Budapesten. Kerepesi temető: 34/1-1-29.

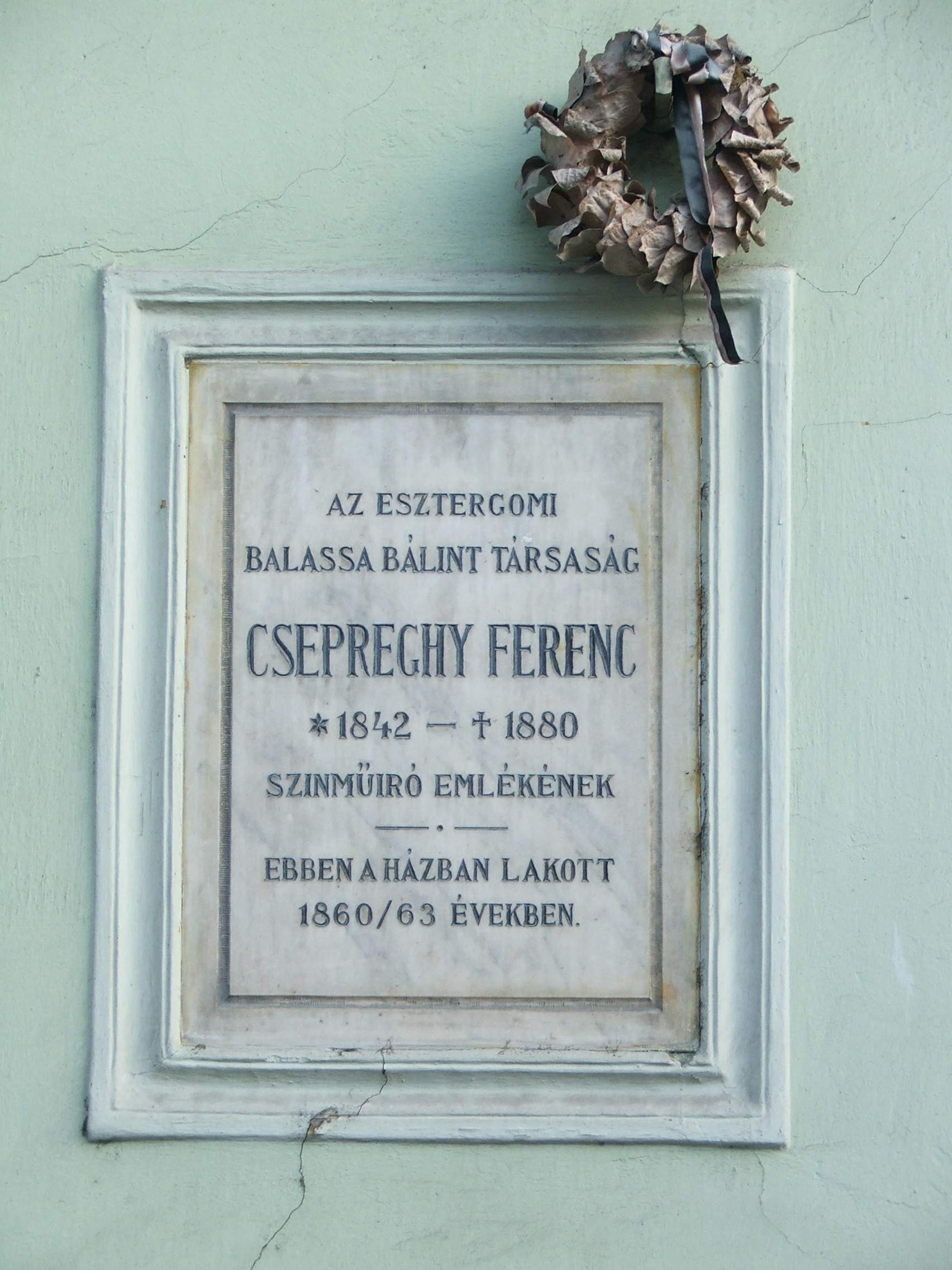
Emléktáblája esztergomi lakóházán, a Deák Ferenc utcában

Meggyengült egészsége miatt 1867 elején haza kellett térnie Szalkára a szülői házhoz. 1868 őszén jött ismét Pestre, ahol öccsével, Jánossal önálló üzletet nyitottak. A vállalkozás csakhamar virágzásnak indult és egészen 1872-ig működött. Ekkor megromlott egészsége miatt abbahagyta az asztalosmesterséget és erejét egészen az irodalomnak szentelte. 1875-ben üdülni ment orvos sógorához Erdélybe. A Népszínház megnyitásakor Rákosi Jenő a színház titkárává nevezte ki (1876–1878). Rákosihoz nemcsak rokonsági kötelék fűzte (nővérét, Rákosi Idát 1872. február 10-én vette nőül), hanem a legnagyobb bizalom is. 1878 nyarától már keveset dolgozott, betegsége miatt Olaszország enyhe éghajlata alá kellett menekülnie. 1879 nyarán visszajött, látszólag gyógyultan, de az ősz elől a sziléziai Görbersdorfba kellett utaznia, s itt halt meg. A Kerepesi temetőben a Gerster Kálmán terve szerint emelt szép sírkő, a költőnek Huszár Adolf által mintázott, domborművű arcképével díszítve jelöli pihenő helyét.
Sírverse:
„sokat daloltam,
De a mi szép volt dalaimban, s kedves,
Az mind te vagy, az mind a te neved.”
(Csepreghy Ferenc: Ajánlás - Idának)

## Irodalmi működése
Legelső irodalmi kísérletei versekből álltak, melyek a napi- és hetilapokban jelentek meg, így a Pesti Hírnökben (1861), a Vasárnapi Ujságban (1867), a Magyarország és a Nagyvilág hasábjain (1870–1875, 1880.), a Fővárosi Lapok (1871–1879 verseiből), továbbá az Athenaeum (1873) rovataiban. Írt egy regényt is „Az utolsó esztendő” címmel, melyet a Reform című lap jelentetett meg.
Színházi előadásairól a napilapok és Beöthy Zsolt is tüzetes ismertetéseket adtak. 1878-ban Sanremoból humoros leveleket írogatott a Nemzeti Hírlapnak. Még Görbersdorfból is küldött a Fővárosi Lapok számára elbeszélő költeményt „Kis sapka” címmel, továbbá a Pesti Napló számára egy elbeszélést, amely utolsó műve volt.

## Művei
- Magyar fiúk Bécsben. (Vígjáték 3 felvonásban.) Pest, 1871.
- Az utolsó német Pesten,
- A vizözön. (Víg színmű 5 felvonásban.) Budapest, 1875. - Egy akadémiai pályázaton dicséretet nyert és a budapesti népszínháznak kedvelt darabja lett.
- Saul király című szomorújátéka, Budapest, 1875. - szintén dicséretet nyert az akadémiai pályázaton.
- Utazás a föld körül 80 nap alatt, Verne Gyula regénye után. Budapest, 1876.
- Utazás a holdba (1876. június 7. Budapest, Népszínház).
- Két menyegző (1876. december 2. Budapest, Népszínház).
- Strogoff Mihály (1877. március 16. Budapest, Népszínház).
- Szép Meluzina (1877. július 5. Budapest, Népszínház).
- A sárga csikó (1877. december 14. Budapest, Népszínház).
- Lumpáczius (1878. január 8. Budapest, Népszínház).
- Kolumbus Kristóf (1878. május 3. Budapest, Népszínház).
- Csepreghy Ferencz színművei. Budapest, 1878.
I. füzet. A sárga csikó. (2. kiadás. Budapest, 1883. Népszinház Műsora 6. Németül: Der Goldfuchs. Kolozsvár, 1870.)
2. füzet. A piros bugyelláris. (Népszinház Műsora 5.) (Németül: Die rothe Brieftasche. Kolozsvár, 1880.)
- Csepreghy Ferenc összes művei. Kiadta Rákosi Jenő. Budapest, 1881. Öt kötet.) Az iró jellemzése s műveinek ismertetése Rákosi Jenőtől, életrajza Csepreghy Jánostól.)
- Egy katona története (1878. december 20. Budapest, Népszínház).
- Niniss (1878. december 20. Budapest, Népszínház).
- Az élhetetlenek (1879. június 27. Budapest, Népszínház, az utolsó színműve)
- Franz Csepreghy: Die rothe Brieftasche. Volksstück (A piros bugyelláris); Druck Stein, Klausenburg, 1880
- Franz Csepreghy: Der Gold-Fuchs. Volksschauspiel mit Gesang (A sárga csikó); Druck Stein, Klausenburg, 1880
- Perozes (1881. május 15. Budapest, Népszínház).
- A szép asszony kocsisa. (először a Népszinházban 1881. szeptember 24.)
- A kitünő vendég. (Vígjáték 1 felvonásban.) Esztergom, 1881. (Mulattató Zsebkönyvtár 8. sz.)
- „Akbar zultán”. (Tragédia 4 felvonásban.) Először Kolozsvárott 1886. február 13-án.